# Вольтметр

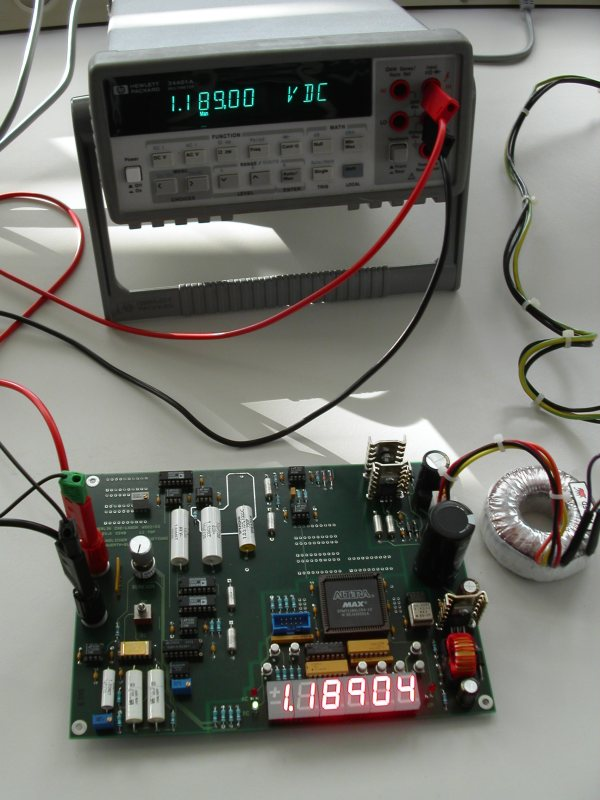
Два цифровых вольтметра. Верхний — коммерческая модель. Нижний сконструировали студенты Берлинского технического университета

Вольтметр (вольт + греч. μετρεω «измеряю») — измерительный прибор непосредственного отсчёта для определения разности электрических потенциалов, напряжения или ЭДС в электрических цепях. Подключается параллельно нагрузке или источнику электрической энергии. Идеальный вольтметр обладает бесконечно большим внутренним сопротивлением.
В физике используется определение понятия «напряжение», в которое входит работа непотенциальных, так называемых сторонних сил над пробным зарядом по рассматриваемой траектории от точки A до точки B, то есть такое напряжение не имеет смысла без указания траектории. Поскольку проводники, из которых состоит вольтметр, задают определённую траекторию для движения пробного заряда, на которой сторонние силы измеряемой схемы практически отсутствуют, то и показания вольтметра оказываются в значительной степени связанными лишь с разностью электрических потенциалов между точками A и B, к которым происходит подключение.
В технике чаще всего под измерением напряжения понимают именно измерение разности потенциалов.
Для того, чтобы правильно интерпретировать показания вольтметра, нужно учитывать схему его включения, степень влияния вольтметра на измеряемую систему, а также тип цепи (постоянного или переменного тока). Идеальный вольтметр должен обладать бесконечно большим внутренним сопротивлением; поэтому, чем выше внутреннее сопротивление реального вольтметра, тем меньше влияния оказывает прибор на измеряемый объект и, следовательно, тем выше точность и разнообразнее области применения.
Вольтметры, предназначенные для цепей переменного тока, отображают на своей шкале действующее значение.

## Классификация и принцип действия

### Классификация
- По принципу действия вольтметры разделяются на:
  - электромеханические — магнитоэлектрические, электромагнитные, электродинамические, электростатические, выпрямительные, термоэлектрические;
  - электронные — аналоговые и цифровые
- По назначению:
  - постоянного тока;
  - переменного тока;
  - импульсные;
  - фазочувствительные;
  - селективные;
  - универсальные
- По конструкции и способу применения:
  - щитовые;
  - переносные;
  - стационарные

### Аналоговые электромеханические вольтметры
- Магнитоэлектрические, электромагнитные, электродинамические и электростатические вольтметры представляют собой измерительные механизмы соответствующих типов с показывающими устройствами. Для увеличения предела измерений используются последовательно включённые добавочные сопротивления. Технические характеристики аналогового вольтметра во многом определяются чувствительностью магнитоэлектрического измерительного прибора. Чем меньше его ток полного отклонения, тем более высокоомные добавочные резисторы можно применить. А значит, входное сопротивление вольтметра будет более высоким. Тем не менее, даже при использовании микроамперметра с током полного отклонения 50 мкА (типичные значения 50..200 мкА), входное сопротивление вольтметра составляет всего 20 кОм/В (20 кОм на пределе измерения 1 В, 200 кОм на пределе 10 В). Это приводит к большим погрешностям измерения в высокоомных цепях (результаты получаются заниженными), например при измерении напряжений на выводах транзисторов и микросхем, и маломощных источников высокого напряжения.
  - ПРИМЕРЫ: М4265, М42305, Э4204, Э4205, Д151, Д5055, С502, С700М
- Выпрямительный вольтметр представляет собой сочетание измерительного прибора, чувствительного к постоянному току (обычно магнитоэлектрического), и выпрямительного устройства.
  - ПРИМЕРЫ: Ц215, Ц1611, Ц4204, Ц4281
- Термоэлектрический вольтметр — прибор, использующий ЭДС одной или более термопар, нагреваемых током входного сигнала.
  - ПРИМЕРЫ: Т16, Т218

### Аналоговые электронные вольтметры общего назначения
Аналоговые электронные вольтметры содержат, помимо магнитоэлектрического измерительного прибора и добавочных сопротивлений, измерительный усилитель (постоянного или переменного тока), который позволяет иметь более низкие пределы измерения (до десятков — единиц милливольт и ниже), существенно повысить входное сопротивление прибора, получить линейную шкалу на малых пределах измерения переменного напряжения.

### Цифровые электронные вольтметры общего назначения
Принцип работы вольтметров дискретного действия состоит в преобразовании измеряемого постоянного или медленно меняющегося напряжения в электрический код с помощью аналого-цифрового преобразователя, который отображается на табло в цифровой форме.

### Диодно-компенсационные вольтметры переменного тока
Принцип действия диодно-компенсационных вольтметров состоит в сравнении с помощью вакуумного диода пикового значения измеряемого напряжения с эталонным напряжением постоянного тока с внутреннего регулируемого источника вольтметра. Преимущество такого метода состоит в очень широком рабочем диапазоне частот (от единиц герц до сотен мегагерц), с весьма хорошей точностью измерения, недостатком является высокая критичность к отклонению формы сигнала от синусоиды.
- ПРИМЕРЫ: В3-49, В3-63 (используется пробник 20 мм)

В настоящее время разработаны новые типы вольтметров, такие как В7-83 (пробник 20 мм) и ВК3-78 (пробник 12 мм), с характеристиками аналогичными диодно-компенсационным. Последние в скором времени могут быть допущены к применению в качестве рабочих эталонов. Из иностранных аналогов можно выделить вольтметры серии URV фирмы Rohde&Schwarz с пробниками диаметром 9 мм.

### Импульсные вольтметры
Импульсные вольтметры предназначены для измерения амплитуд периодических импульсных сигналов с большой скважностью и амплитуд одиночных импульсов.

### Фазочувствительные вольтметры
Фазочувствительные вольтметры (векторметры) служат для измерения квадратурных составляющих комплексных напряжений первой гармоники. Их снабжают двумя индикаторами для отсчета действительной и мнимой составляющих комплексного напряжения. Таким образом, фазочувствительный вольтметр дает возможность определить комплексное напряжение, а также его составляющие, принимая за нуль начальную фазу некоторого опорного напряжения. Фазочувствительные вольтметры очень удобны для исследования амплитудно-фазовых характеристик четырёхполюсников, например усилителей.

### Селективные вольтметры
Селективный вольтметр способен выделять отдельные гармонические составляющие сигнала сложной формы и определять среднеквадратичное значение их напряжения. По устройству и принципу действия этот вольтметр аналогичен супергетеродинному радиоприёмнику без системы АРУ, в качестве низкочастотных цепей которого используется электронный вольтметр постоянного тока. В комплекте с измерительными антеннами селективный вольтметр можно применять как измерительный приёмник.
- ПРИМЕРЫ: В6-4, В6-6, В6-9, В6-10, SMV 8.5, SMV 11, UNIPAN 233 (237), Селективный нановольтметр «СМАРТ»

## Наименования и обозначения

### Видовые наименования
- Нановольтметр — вольтметр с возможностью измерения очень малых напряжений (менее 1мкВ)
- Микровольтметр — вольтметр с возможностью измерения очень малых напряжений (менее 1мВ)
- Милливольтметр — вольтметр для измерения малых напряжений (единицы — сотни милливольт)
- Киловольтметр — вольтметр для измерения больших напряжений (более 1 кВ)
- Векторметр — фазочувствительный вольтметр

### Обозначения
- Электроизмерительные вольтметры обозначаются в зависимости от их принципа действия
  - Дxx — электродинамические вольтметры
  - Мxx — магнитоэлектрические вольтметры
  - Сxx — электростатические вольтметры
  - Тxx — термоэлектрические вольтметры
  - Фxx, Щxx — электронные вольтметры
  - Цxx — вольтметры выпрямительного типа
  - Эxx — электромагнитные вольтметры
- Радиоизмерительные вольтметры обозначаются в зависимости от их функционального назначения по ГОСТ 15094
  - В2-xx — вольтметры постоянного тока
  - В3-xx — вольтметры переменного тока
  - В4-xx — вольтметры импульсного тока
  - В5-xx — вольтметры фазочувствительные
  - В6-xx — вольтметры селективные
  - В7-xx — вольтметры универсальные

## Основные нормируемые характеристики
- Диапазон измерения напряжений
- Допустимая погрешность или класс точности
- Диапазон рабочих частот

## История
Первым в мире вольтметром был «указатель электрической силы» русского физика Г. В. Рихмана (1745). Принцип действия «указателя» используется в современном электростатическом вольтметре.

### Другие средства измерения напряжений и ЭДС
- Для измерения абсолютного значения:
  - Потенциометр — точные измерения компенсационным методом
  - Мультиметр (тестер) — комбинированный прибор для измерения напряжения, силы тока и сопротивления
  - Осциллограф — измерение мгновенных значений напряжения сигнала, изменяющегося во времени; в режиме измерения «с открытым входом» можно измерять и постоянное напряжение.
  - Электрометр — прибор, служащий для измерения электрического потенциала
- Для измерения относительного значения:
  - Измерители отношений напряжений
  - Измерители нестабильности напряжений
- Преобразователи:
  - Электронные преобразователи напряжений
  - измерительные трансформаторы напряжения
- Меры:
  - Нормальный элемент — однозначная мера
    - Источник опорного напряжения — электронное устройство, современный имитатор НЭ

  - Калибраторы напряжения — многозначные меры

### Прочие ссылки
- Вольт
- Амперметр
- Омметр
- Мультиметр
- Измерительный прибор
- Радиоизмерительные приборы
- Электроизмерительные приборы
- Список параметров напряжения и силы электрического тока